# Denis Lebrun (avocat)
Ne doit pas être confondu avec Denis Lebrun.
Pour les articles homonymes, voir Lebrun.
Denis Lebrun ou Denis Le Brun, né en 1640 et mort en avril 1708, est un avocat français.

## Biographie
Avocat au Parlement de Paris, il est connu pour un Traité de la Communauté entre mari et femme publié en 1709 et réédité en 1757, un Traité des successions (1743) et une Théorie des dommages-intérêts. 